# Świstowe Turnie

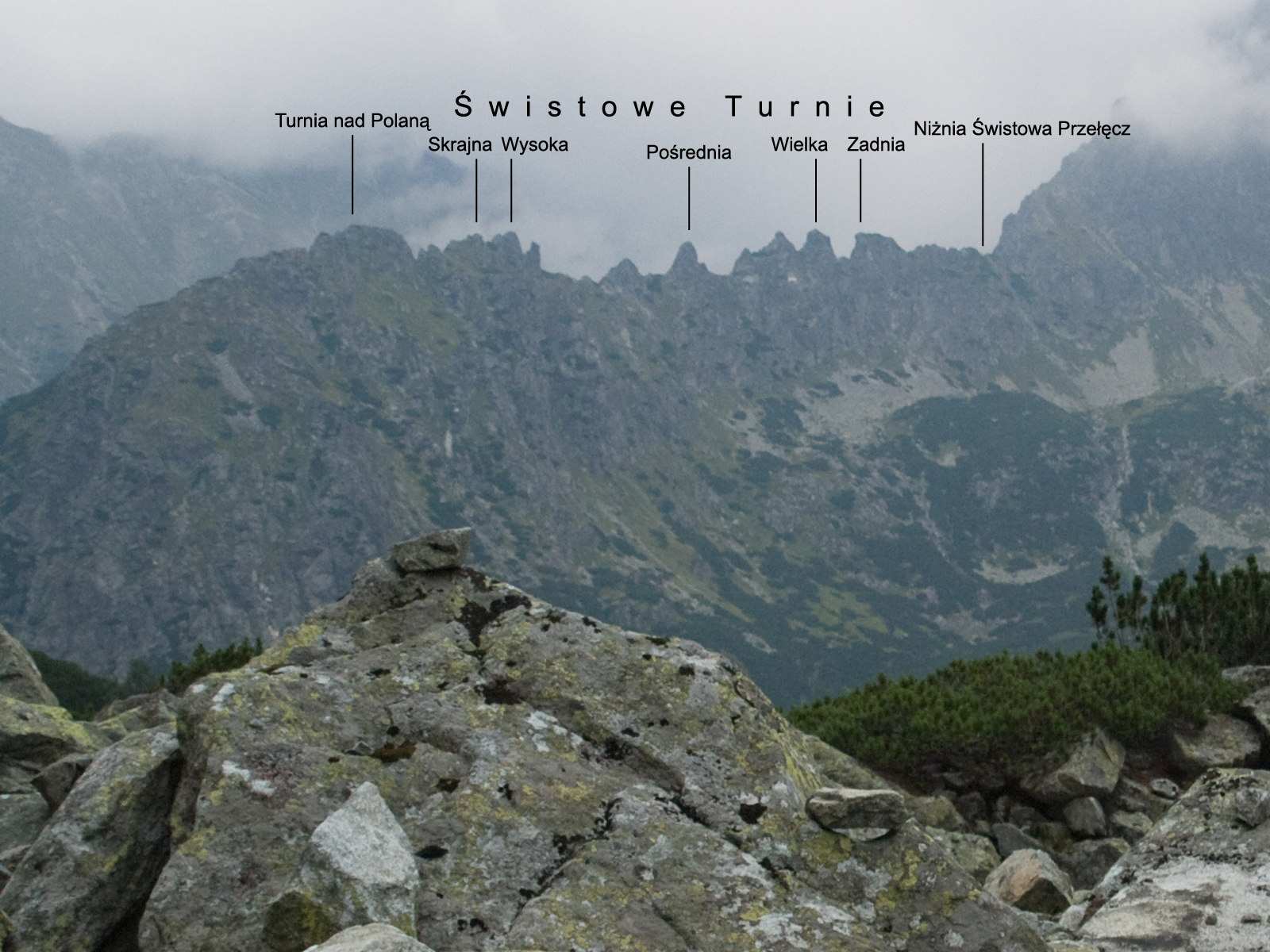
Świstowe Turnie – widok z Doliny Ciężkiej (z podpisami)

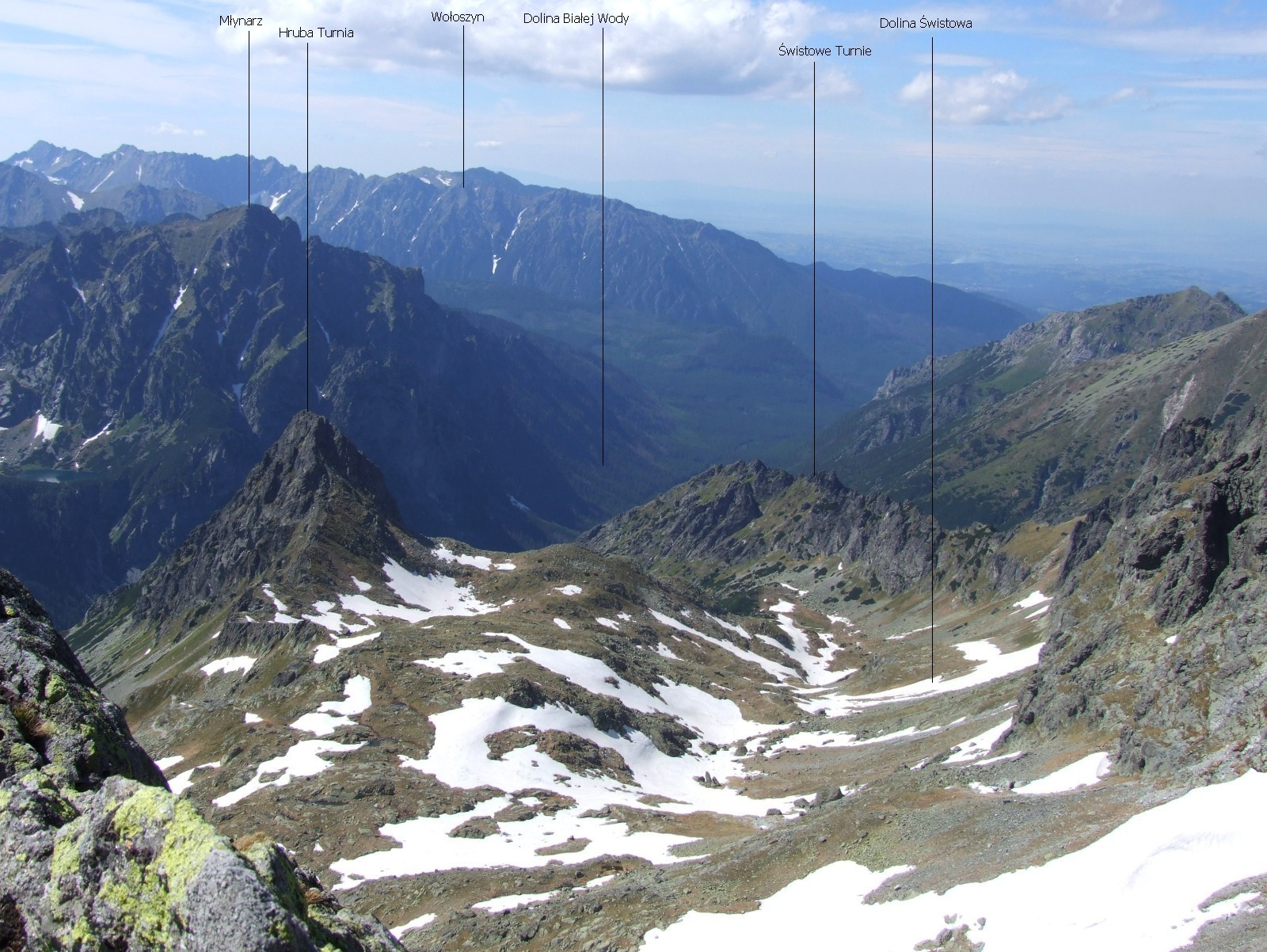
Widok z Małej Wysokiej

Świstowe Turnie (słow. Svišťové veže, niem. Murmeltiertürme, Ratzentürme, węg. Marmota-tornyok) – grupa pięciu turni w Świstowej Grani (hrebeň Svišťových veží) oddzielającej Dolinę Świstową od doliny Rówienki w słowackich Tatrach Wysokich. Ciągną się w bocznej, północno-zachodniej grani Świstowego Szczytu i opadają do głównego ciągu Doliny Białej Wody. W grani tej, poczynając od Świstowego Szczytu znajdują się kolejno (Świstowe Turnie wytłuszczone):
- Przełęcz pod Świstowym Rogiem (Vyšné Podúplazské sedlo),
- Świstowy Róg (Svišťový roh, 2112 m),
- Niżnia Świstowa Przełęcz (Podúplazské sedlo),
- Zadnia Świstowa Turnia (Zadná svišťová veža, Svišťová veža V),
- Zadnia Świstowa Ławka (Veľká svišťová štrbina),
- Wielka Świstowa Turnia (Veľká svišťová veža, Svišťová veža IV),
- Pośrednia Świstowa Ławka (Prostredná svišťová štrbina),
- Pośrednia Świstowa Turnia (Prostredná svišťová veža, Svišťová veža III),
- Średnia Przełęcz (Malá svišťová štrbina),
- Wysoka Świstowa Turnia (Malá svišťová veža, Svišťová veža II),
- Skrajna Świstowa Ławka (Predná svišťová štrbina),
- Skrajna Świstowa Turnia (Predná svišťová veža,  Svišťová veža I, 1894 m),
- Przełęcz nad Polaną (Sedlo nad Poľanou),
- Turnia nad Polaną (Veža nad Poľanou, 1866 m) – na jej południowym zboczu znajduje się Haniaczykowy Przechód (Haniaczykov priechod) i Haniaczykowa Skała (Haniaczykova skala),
- Przełęcz nad Kolebą (Sedlo nad Kolibou, 1628 m),
- Turnia nad Kolebą (Veža nad Kolibou, 1649 m).

Do doliny Rówienki Świstowe Turnie opadają murem skalnym wysokości do ok. 300 metrów, ku Dolinie Świstowej natomiast niższymi ścianami, nieprzekraczającymi 100 m.
Świstowe Turnie znajdują się poza szlakami turystycznymi na obszarze ochrony ścisłej TANAP-u. Nazwy w tej grani związane są z występującymi tu świstakami.
Pierwsi grań od Przełęczy nad Polaną do Wielkiej Świstowej Turni przeszli Władysław Kulczyński junior, Mieczysław Świerz i Tadeusz Świerz 6 sierpnia 1908 r. Całą grań przeszedł Alfréd Grósz 30 sierpnia 1912 r. Zimą pierwsi byli Jan Červinka i František Pašta 6 grudnia 1954 r., ale nie wiadomo, w którym punkcie rozpoczęli wspinaczkę.